# James F. Izlar

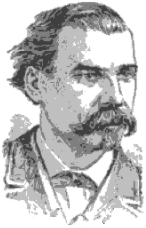
James F. Izlar (1893)

James Ferdinand Izlar (* 25. November 1832 bei Orangeburg, Orangeburg County, South Carolina; † 26. Mai 1912 ebenda) war ein US-amerikanischer Politiker. Zwischen 1894 und 1895 vertrat er den Bundesstaat South Carolina im US-Repräsentantenhaus.

## Werdegang
James Izlar besuchte die öffentlichen Schulen seiner Heimat und danach bis 1855 das Emory College in Oxford (Georgia). Nach einem anschließenden Jurastudium und seiner im Jahr 1858 erfolgten Zulassung als Rechtsanwalt begann er in seinem neuen Beruf zu praktizieren. Während des Bürgerkrieges war Izlar Offizier in der Armee der Konföderierten Staaten. Nach dem Krieg arbeitete er als Rechtsanwalt in Orangeburg.
Politisch schloss sich Izlar der Demokratischen Partei an. Zwischen 1880 und 1890 saß er im Senat von South Carolina. 1884 war er Delegierter zur Democratic National Convention in Chicago, auf der Grover Cleveland als Präsidentschaftskandidat nominiert wurde. Im Jahr 1889 wurde er zum Richter im ersten Gerichtsbezirk von South Carolina ernannt.
Nach dem Rücktritt des Kongressabgeordneten William H. Brawley wurde Izlar bei der fälligen Nachwahl im ersten Wahlbezirk von South Carolina als dessen Nachfolger in das US-Repräsentantenhaus in Washington, D.C. gewählt. Dort beendete er zwischen dem 12. April 1894 und dem 3. März 1895 die angebrochene Legislaturperiode seines Vorgängers. Bei den regulären Kongresswahlen des Jahres 1894 verzichtete Izlar auf eine erneute Kandidatur. In den folgenden Jahren arbeitete er wieder als Anwalt in Orangeburg. Im Jahr 1907 trat er in den Ruhestand. Er starb am 26. Mai 1912 in seinem Heimatort Orangeburg und wurde dort auch beigesetzt.